# Хартум (фильм)
«Хартум» (англ. Khartoum) — британский художественный фильм 1966 года, снятый режиссёром Бэзилом Дирденом по сценарию Роберта Ардри. Главные роли исполнили Чарлтон Хестон и Лоренс Оливье. Сюжетная линия основана на истории обороны суданского города Хартум в ходе восстания махдистов.
«Хартум» был снят оператором Эдвардом «Тедом» Скейфом на 70-мм плёнку по технологии Ultra Panavision 70.

## Сюжет
Судан, 1883 год. Крупная, но плохо обученная группировка египетских войск под командованием британского полковника Уильяма Хикса была увлечена в пустыню и полностью истреблена мусульманскими религиозными фанатиками возглавляемыми Мухаммадом Ахмадом, суданским арабом, провозгласившим себя «Махди» — преемником пророка Мухаммада.
Слабовольный премьер-министр Великобритании Уильям Гладстон, который не желает посылать дополнительные войска в Хартум, оказывается под мощным политическим давлением, требующим отправить туда прославленного генерала Чарльза Гордона для спасения ситуации и восстановления британского престижа. У генерала имеются определённые связи в Судане, наработанные там в период борьбы с работорговлей, но Гладстон ему не доверяет. За Гордоном закрепилась репутация сильного, но эксцентричного человека, следующего своим собственным суждениям и религиозным верованиям, независимо от данных ему приказов. Министр иностранных дел Гренвилл Левесон-Гоуэр, зная об этом, даёт понять Гладстону, что отправляя в Хартум героя войны, британское правительство может проигнорировать общественное давление и не отправлять туда целую армию, а кроме того, освободить себя от любой ответственности, в случае если Гордон не выполнит их приказы. Гладстон шокирован подобным предложением, но выбор у него невелик: общество и королева Виктория — убежденные сторонники идеи.
Гордон уведомлен, что его задача эвакуировать войска и гражданских беженцев — официально не санкционирована имперским правительством, которое в случае его провала будет отрицать свою причастность. Ему выделяют некоторые средства и всего лишь одного помощника, полковника Джона Стюарта. После неудачной попытки привлечь к операции бывшего работорговца Зобеир-Паша, Гордон и Стюарт продолжают путешествие в Хартум, где, в феврале 1884 года, Гордона встречают как спасителя города. После чего он приступает к организации обороны, пытаясь сплотить деморализованных людей, невзирая на протесты Стюарта о том, что это не то, зачем их сюда послали.
Накануне осады города, Гордон в сопровождении единственного слуги бесстрашно приезжает для личной беседы в лагерь Махди, чем завоевывает его уважение.
В Британии Гладстон, получив известия о том, насколько отчаянной становится ситуация в Хартуме, приказывает Гордону уходить, но, как он и боялся, его команда остаётся без внимания. Спустя несколько последующих месяцев народное возмущение вынуждает Гладстона направить войска для деблокирования осажденных, но он медлит, до последнего надеясь, что Гордон образумится и спасёт себя сам.
Осажденные в Хартуме решаются послать один из вооруженных орудиями пароходов вниз по Нилу, предварительно посадив на него всех белых мужчин и жен офицеров, которые пожелают эвакуироваться. Экспедицию возглавляет полковник Стюарт. Успешно отбив несколько атак махдистов, дойдя до одного из порогов Нила, пассажиры парохода терпят неудачу и полностью уничтожаются мусульманами. Отрезанные головы Стюарта и британского журналиста Махди позже демонстрирует Гордону во время личной встречи, чтобы сломить его дух.
Тем временем, в Хартуме, чтобы обнести город защитным рвом, Гордон изменяет русло Нила. Но как только река обмелела, сопротивление его маленькой армии было полностью подавлено 100 000 арабами. 26 января 1885 года город пал в ходе массированного штурма, сам Гордон погиб вместе со всем гарнизоном и населением, хотя Махди запретил убивать генерала.
В заключении рассказчик сообщает, что деблокирующая колонна пришла спустя два дня, когда было уже поздно. Вскоре после этого британцы покинули суданские территории, а через шесть месяцев Махди скончался от болезни. Судьба генерала Гордона стала причиной волны общенародного гнева, под давлением которого в 1898 году Британская империя отправила в Судан армию генерала Китченера и завоевала Хартум.

## Исторические события и соответствие им фильма

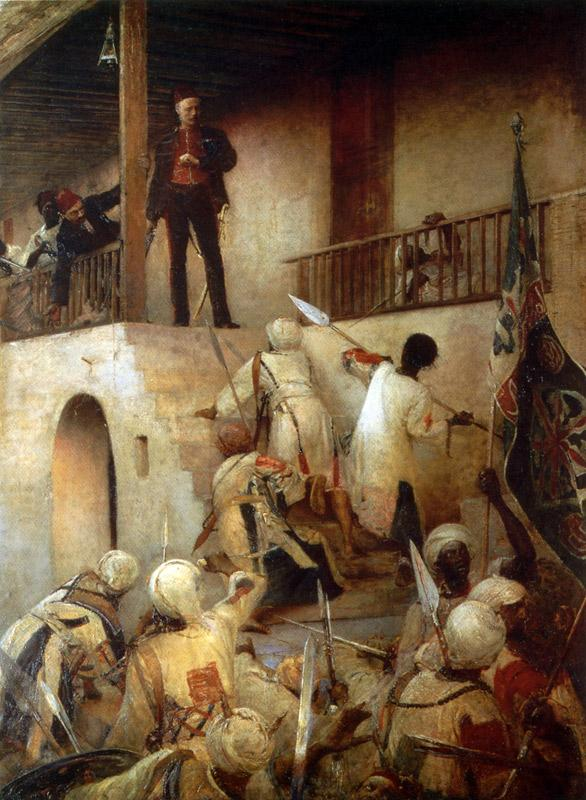
Картина Дж. У. Джоя 1893 года

Фильм повествует о последних месяцах перед утратой англичанами своего представительства в Судане, формально в январе 1885 года являвшимся территорией Египта. Египет Британия оккупировала ещё в 1882 году, но формально не аннексировала из-за протестов османского султана. Именно поэтому Гордон, формально «египетский» губернатор Судана, носит красную египетскую феску.
Политическая подоплёка хартумских событий до конца осталась неясной. Изображённое в киноленте заседание кабинета министров, которое премьер-министр Гладстон (довольно достоверно показанный с протезом на пальце, утраченном в молодости из-за неосторожного обращения с огнестрельным оружием) завершает принятием решения — на самом деле никогда не происходило.
Встреча Гордона с Мухаммадом Ахмадом в махдистском лагере, красочно показанная в фильме, тоже полностью является художественным вымыслом, основанном, однако, на фактах подобных встреч генерала с дарфурскими повстанцами в 1878 году.
Финальная сцена гибели спускающегося по ступеням Гордона навеяна известной патриотической картиной Джорджа Уильяма Джоя. Достоверно неизвестно, как именно был убит генерал: по одним свидетельствам, его закололи копьями, по другим — зарезали кинжалами.
Майор Гораций Китченер, игравший заметную роль в экспедиции генерала Вулзи, пытавшейся снять блокаду с города, впоследствии сам стал знаменитым генералом и возглавил англо-египетское вторжение в Судан в 1898 году. После удачного завершения миссии ему был пожалован почётный титул лорд Китченер Хартумский, а погиб он в 1916 году в чине фельдмаршала.

## В ролях
- Чарлтон Хестон — генерал Чарльз Гордон[1]
- Лоренс Оливье — Мухаммад Ахмад аль-Махди
- Ричард Джонсон — полковник Джон Стюарт
- Ральф Ричардсон — премьер-министр Уильям Гладстон
- Александер Нокс — британский верховный комиссар в Египте Ивлин Бэринг
- Джонни Секка — Халил
- Найджел Грин — генерал Гарнет Вулзи
- Майкл Хордерн — британский министр иностранных дел Гренвилл Левесон-Гоуэр
- Питер Арне — майор Гораций Китченер
- Хью Уильямс — лорд Хартингтон
- Зиа Мохайеддин — Зобеир-Паша
- Ральф Майкл — Чарльз Дьюк
- Дуглас Уилмер — Халифа Абдаллах
- Эдвард Андердаун — полковник Уильям Хикс
- Алан Тилверн — Аваан

## Награды и номинации
Список наград и номинаций приведён в соответствии с данными IMDb.

### Номинации
| Год  | Событие            | Номинация                            | Номинант        |
| ---- | ------------------ | ------------------------------------ | --------------- |
| 1967 | Кинопремия «Оскар» | Лучший оригинальный сценарий         | Роберт Ардри    |
| 1967 | Кинопремия BAFTA   | Лучший британский актёр              | Ральф Ричардсон |
| 1967 | Кинопремия BAFTA   | Лучшая работа художника-постановщика | Джон Хауэлл     |

## Другие фильмы о восстании махдистов
- Четыре пера (фильм, 1939)
- Четыре пера (фильм, 2002)